# Альціон-галатея аруйський
Альціо́н-галатея аруйський (Tanysiptera hydrocharis) — вид сиворакшоподібних птахів родини рибалочкових (Alcedinidae). Мешкає в Індонезії і Папуа Новій Гвінеї.

## Опис
Довжина птаха становить 33-34 см, враховуючи довгий хвіст. Центральні стернові пера є довшими за крайні пера на 10-11 см. Крила відносно короткі, довжиною 8,5-8,6 см. Тім'я і плечі темно-сині, через очі ідують бірюзово-сині смуги. Верхня частина тіла синювато-чорні смуги. Нижня частина тіла біла, хвіст темно-синій.

## Поширення і екологія
Аруйські альціони-галатеї мешкають на островах Ару та на півдні Нової Гвінеї. Вони живуть у вологих рівнинних і заболочених тропічних лісах. Зустрічаються на висоті до 300 м над рівнем моря. Живляться комахами, яких ловлять на землі.